# Abakar Tollimi
Abakar Tollimi, né le 5 août 1964 à Fada (Tchad), est un homme politique tchadien. Il est actuellement président du Conseil national de la résistance pour la démocratie (CNRD), un parti politique tchadien.

## Biographie
Abakar Tollimi est originaire du Borkou-Ennedi-Tibesti (BET), région du Nord du Tchad. D'ethnie Zaghawa, il est un bideyat du sous-groupe boregat.

## Formation
Titulaire d'un baccalauréat série A4 au lycée Félix-Eboué de N'Djaména, Abakar Tollimi poursuit ses études au Maroc. C'est à École nationale d'administration publique (ENA) de Rabat qu'il obtient sa maîtrise en administration publique. Il poursuit ses études à l'université Paris-I-Panthéon-Sorbonne, en 2002, pour une soutenance d'un DEA en anthropologie juridique sur le thème « rôle des associations de la société civile au Tchad ». En 2005, il obtient son doctorat en droit public, à l'université Paris I Sorbonne, avec la mention « très honorable » avec pour thème « Les limites juridiques des règlements de conflits frontaliers en Afrique ».

## Carrière professionnelle
Juriste de profession, Abakar Tollimi commence au sein du secrétariat général du gouvernement (SGG) comme directeur adjoint des marchés publics, en 1991 à N'Djaména. Il entame ensuite une carrière dans l'Administration territoriale d'abord en tant que préfet adjoint du département de Biltine (région de Wadi-Fira) en 1993, puis il occupe le poste de sous-préfet de Boussou (Chari-Baguirmi) en 1995. En 1996, il fut nommé directeur de l'Office national de l'hydraulique pastorale et villageoise (ONHPV). En 2000, après la privatisation de l'ONHPV, devenu Société tchadienne de l'hydraulique (STH), il occupe le poste de directeur général de cette nouvelle entreprise. De 2001 à 2003, il est directeur général de l’École nationale d'administration et de magistrature (ENAM), et en même temps professeur chargé de cours à la même institution. En 2004, il est conseiller chargé des Affaires Administratives et de la Décentralisation à la Présidence de la République du Tchad.

### Parcours politique
Membre de l’opposition tchadienne depuis 2005, date à laquelle il crée le Rassemblement populaire pour la justice (RPJ) et en devient président.
Puis il devient secrétaire général du mouvement politico-militaire Union des forces pour la démocratie et le développement (UFDD) en 2007.
En 2009, il devient « secrétaire général » de la coalition rebelle Union des forces de la résistance (UFR) sous le commandement de Timan Erdimi.
Depuis mars 2017, Abakar Tollimi est président du parti politique Conseil national de la résistance pour la démocratie (CNRD) et est réfugié politique en France.
Le 17 juin 2019, il est arrêté en Mayenne (France) pour un soupçon de crimes contre l'humanité, crimes de guerre, exactions, violations des droits de l'homme, entre 2005 et 2010, au Tchad et au Darfour. Mahamat Nouri et Abderahmane Khalifa Abdelkerim (demi-frère de Mahamat Nour Abdelkerim) sont arrêtés le même jour dans la même enquête (ce dernier est rapidement mis hors de cause).

## Publication
- La Résolution des conflits frontaliers en Afrique, juin 2010, Éditions L’Harmattan (Défense, Stratégie et Relations Internationales)